# Cynodontium bruntonii
Cynodontium bruntonii là một loài Rêu trong họ Dicranaceae. Loài này được (Sm.) Bruch & Schimp. mô tả khoa học đầu tiên năm 1846.